# Trochę wspomnień, tamtych dni
Trochę wspomnień, tamtych dni – czwarty singiel promujący album Nie czekaj na jutro, grupy Łzy. Do singla powstał teledysk w reżyserii Łukasza Tunikowskiego.

## Spis utworów
1. Trochę wspomnień, tamtych dni sł. Adam Konkol muz. Adrian Wieczorek 2:41
2. teledysk Trochę wspomnień, tamtych dni reż. Łukasz Tunikowski